# Alatospora flagellata
Alatospora flagellata är en svampart som först beskrevs av J. Gönczöl, och fick sitt nu gällande namn av Marvanová 1980. Alatospora flagellata ingår i släktet Alatospora och familjen Leotiaceae.   Inga underarter finns listade i Catalogue of Life.